# U2 3D
U2 3D jest niespełna półtoragodzinnym zapisem koncertu w technice 3D, nagranym podczas 7 występów w Ameryce Południowej w ramach trasy koncertowej Vertigo Tour. Premiera na świecie miała miejsce 25 stycznia 2008 roku, a w Polsce 4 kwietnia 2008 roku. Produkcją zajęło się National Geographic. 13 maja 2007 roku, podczas Festiwalu Filmowego w Cannes został wyemitowany trwający 56 minut zwiastun, obejmujący 9 z 14 piosenek, które znalazły się w pełnej wersji filmu.
Film nagrywano przez 9 par kamer 3D, Sony CineAltea.

## Lista zagranych piosenek
1. "Vertigo"
2. "Beautiful Day"
3. "New Year’s Day"
4. "Sometimes You Can’t Make It on Your Own"

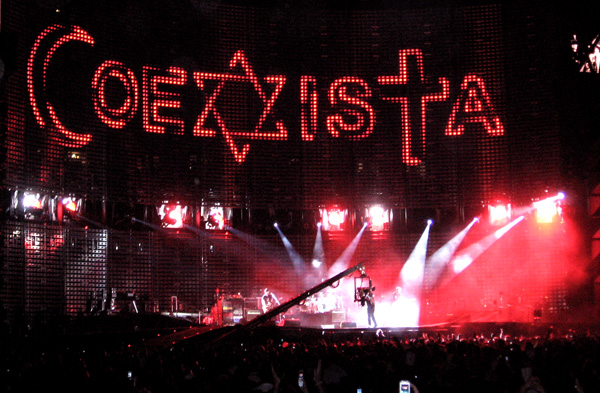
Sunday Bloody Sunday

5. "Love and Peace or Else"
6. "Sunday Bloody Sunday"
7. "Bullet the Blue Sky"
8. "Miss Sarajevo"
9. "Pride (In the Name of Love)"
10. "Where the Streets Have No Name"
11. "One"
12. "The Fly"
13. "With or Without You"
14. "Yahweh"